# Henrik Piper
Henrik Piper, död 28 januari 1673, var en rysk borgmästare.

## Biografi
Henrik Piper var son till handlanden Bernt Piper och Maria Henriksdotter Stråhlman. Han blev 30 oktober 1633 translator i ryska och blev 20 augusti 1646 borgmästare i Nyenskans. Piper blev senare överborgmästare och 22 november 1666 kommissarie till Stora Novgorod i Ryssland. Han avled 1673.

### Familj
Piper var gift med Catharina Johansdotter Andeflycht, dotter av proviantmästaren Johan Gregersson och Anna Larsdotter i Viborg. De fick tillsammans licentförvaltaren Bernt Piper (död 1710) i Nyenskans och vice guvernören Henrik Piper (död 1704) i Ingermanland.